# Zgrada Vinarije u Starome Gradu
Zgrada vinarije nalazi se u Starome Gradu (Stori Grod), na otoku Hvar.

## Opis
Nalazi se na adresi Put Križa 1, na rubu kulturnog krajolika Starogradskog polja. Građena je od 1949. do 1952. godine po projektu arhitekta Stanka Fabrisa. Fabris je osim nje, projektirao niz vinarija i tvornica u regiji, u suradnji s inženjerom građevine Aljošom Žankom. Za potrebe izgradnje, vlasnici zemalja besplatno su ustupili teren. Začetnik gradnje bio je prijeratni enolog inženjer Vanja Žanko. Zgrada je svečano otvorena 14. rujna 1952. godine. Nosila je ime narodnog heroja Ivana Lučića-Lavčevića. Zgradu na zabatnom zidu krasi reljef.
Pripadala je Hvarskim vinarijama, podružnicom Dalmacijavina.
Velebno zdanje Hvarskih vinarija podignuto je na istočnom ulazu u Stari Grad. Čini ga kompleks bijelih kamenih zgrada. Pogoni i hale građeni su od bijelog kamena. Krovovi su crvene boje, od kupa kanalica. Primjer je socijalističke industrijske arhitekture, građene radnim akcijama. Godinama su objekti vinarije bile obilježavale Stari Grad čijim su gotovo postale simbolom. Nakon pretvorbe i privatizacije zgrade su propadale.
Poduzeće je obustavilo rad 2015. godine.

## Zaštita
Pod oznakom P-5163 zavedena je kao nepokretno kulturno dobro - kulturno-povijesna cjelina, pravna statusa preventivno zaštićena kulturnog dobra, klasificirano kao "profana graditeljska baština".
Rješenjem Ministarstva kulture, Konzervatorskog odjela u Splitu od 20. srpnja 2015,. godine, zgrada Vinarije je kao vrijedan primjer industrijske arhitekture, do donošenja rješenja o utvrđivanju svojstva kulturnog dobra a najduže 3 godine od dana donošenja Rješenja, stavljena je pod preventivnu zaštitu.